# Volcan de Tequila
Le volcan de Tequila (volcán de Tequila) est un volcan situé près de Tequila, au Mexique.